# 정부청사역
정부청사(신협중앙회)역(Government Complex Daejeon(Credit Union)Station, 政府廳舍(信協中央會)驛)은 대전광역시 서구 둔산동에 있는 대전 도시철도 1호선의 전철역이다. 4번 출입구는 병기역명이 유래된 "신협중앙회"와 연결되어있다. 인근에 정부대전청사가 있다. 대전 도시철도 2호선이 계획대로 건설될 경우 이 역은 1호선과 2호선의 환승역이 된다. 1단계 구간 운행 당시 시·종착역을 수행했으며, 2006년 3월 전 구간이 개통된 후에도 이 역을 시·종점으로 하는 첫차와 막차가 운행된다. 2024년 4월 1일부터 하행 막차가 반석역 종착으로 변경되었다. 역 구내에 대전 도시철도 유실물 센터가 있다. 심야에 1편성이 주박한다.

## 연혁
- 2003년 7월 25일 : 정부청사역으로 역명 확정[3]
- 2006년 3월 16일 : 1단계 (판암 ~ 정부청사) 구간 개통과 함께 영업 개시
- 2007년 4월 17일 : 2단계 (정부청사 ~ 반석) 구간 개통과 함께 중간역이 됨

## 역 구조
2면 2선의 상대식 승강장이 있는 지하역이다. 스크린도어가 설치되어 있으며 선로 양 쪽으로 회차선이 설치되어있다.

### 승강장
| 시청 ↑ |
| \| 상  |
| ↓ 갈마 |

| 상행 | ● 대전 도시철도 1호선 | 시청 · 중앙로 · 대전역 · 판암 방면 |
| 하행 | ● 대전 도시철도 1호선 | 갈마 · 월평 · 유성온천 · 반석 방면 |

- 승강장 번호는 없다.

## 역 주변
- 정부대전청사
- 충청지방통계청
- 대전둔산경찰서
- 대전을지대학교병원
- 한국은행 대전충남본부
- KT 충남본부
- 금융감독원 대전지원
- 대전지방식품의약품안전청
- 대전지방보훈청
- 대전광역시 서구청
- 한국토지주택공사(LH) 대전충남지역본부
- 한국자산관리공사(KAMCO) 대전충남지역본부 (캐피탈타워)
- 한화그룹 금융허브센터
- 신용협동조합중앙회 본사,한우리신협[4]
- 삼성생명 충청사업부
- 대전무역센터
- 한국산업은행 대전지점
- 아모레퍼시픽 대전지역사업부
- 이마트 둔산점
- 롯데시네마 대전둔산점
- 대전청사버스정류장(시외, 고속)
- 대전광역시선거관리위원회
- 둔산선사유적지
- 가톨릭피부과
- 세우리병원
- 한국환경공단 충청지역본부
- 한밭수목원 방면
- 한국장애인고용공단 대전지역본부·대전발달장애인훈련센터
- 갤러리아백화점 타임월드
- 롯데시네마 대전센트럴

## 승차량 변동
역 주변에 역세권이 많이 개발되어 2010년부터 승객이 큰 폭으로 증가하였다.
| 노선  | 1일 평균 승차 인원 | 1일 평균 승차 인원 | 1일 평균 승차 인원 | 1일 평균 승차 인원 | 1일 평균 승차 인원 | 1일 평균 승차 인원 | 1일 평균 승차 인원 | 1일 평균 승차 인원 | 1일 평균 승차 인원 | 1일 평균 승차 인원 |
| 노선  | 2006년             | 2007년             | 2008년             | 2009년             | 2010년             | 2011년             | 2012년             | 2013년             | 2014년             | 2015년             |
| ----- | ------------------ | ------------------ | ------------------ | ------------------ | ------------------ | ------------------ | ------------------ | ------------------ | ------------------ | ------------------ |
| 1호선 | 4,015              | 4,200              | 4,166              | 5,075              | 5,297              | 5,844              | 6,119              | 6,486              | 6,727              | 6,629              |
| 1호선 | 2016년             | 2017년             | 2018년             | 2019년             | 2020년             |                    |                    |                    |                    |                    |
| 1호선 | 6,406              | 6,330              | 6,460              | 6,534              |                    |                    |                    |                    |                    |                    |

## 갤러리

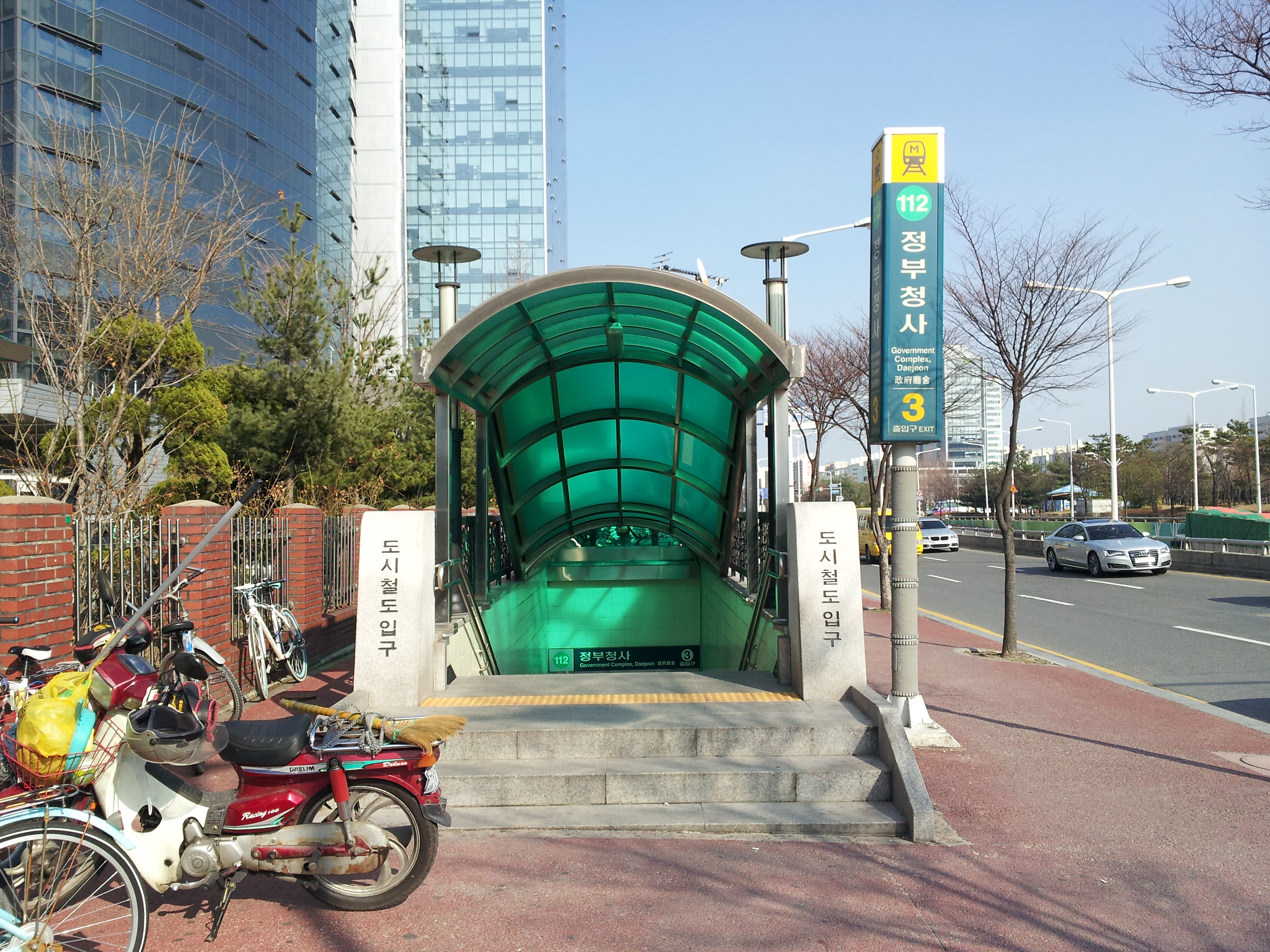
3번 출입구
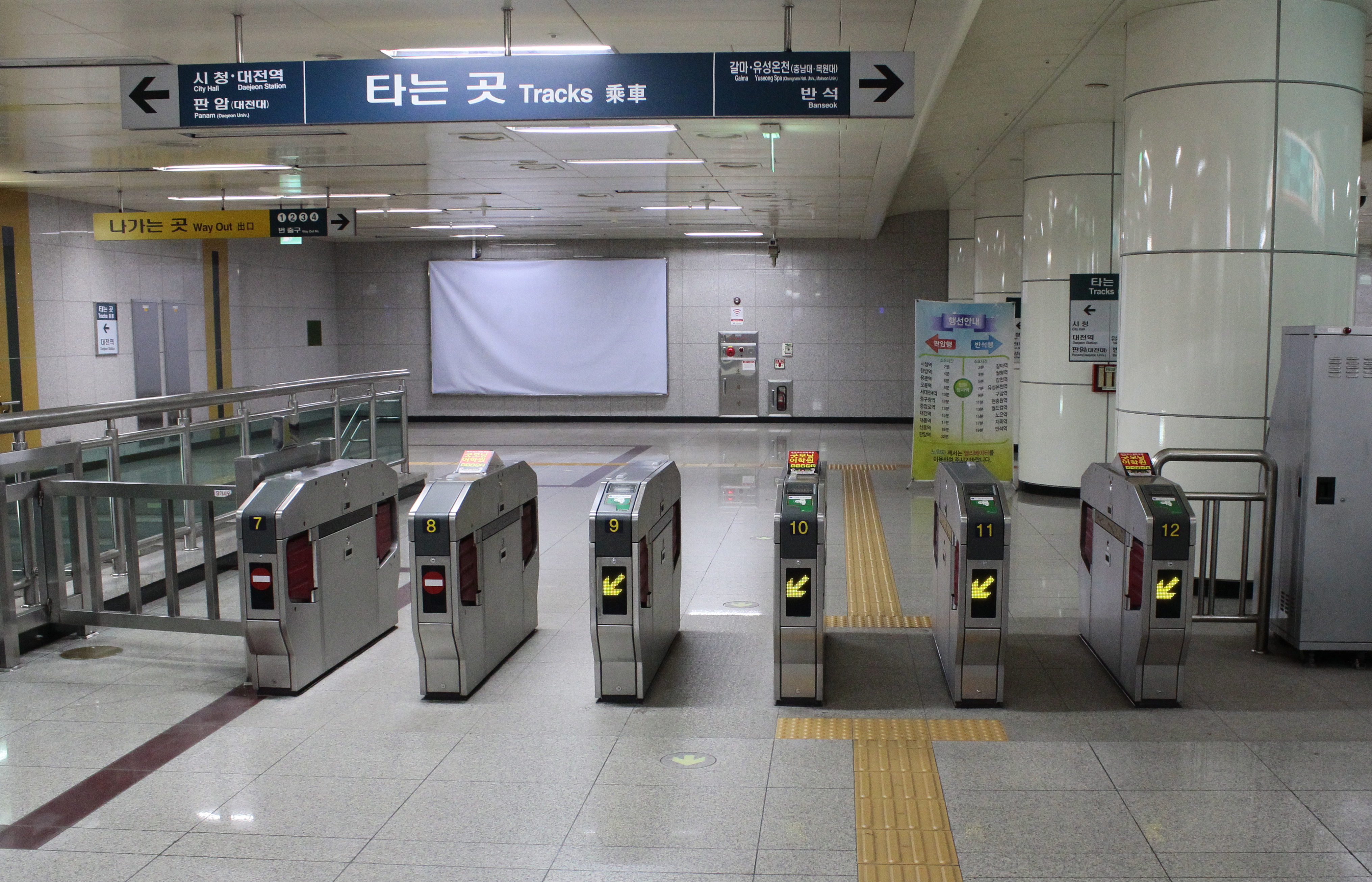
개찰구
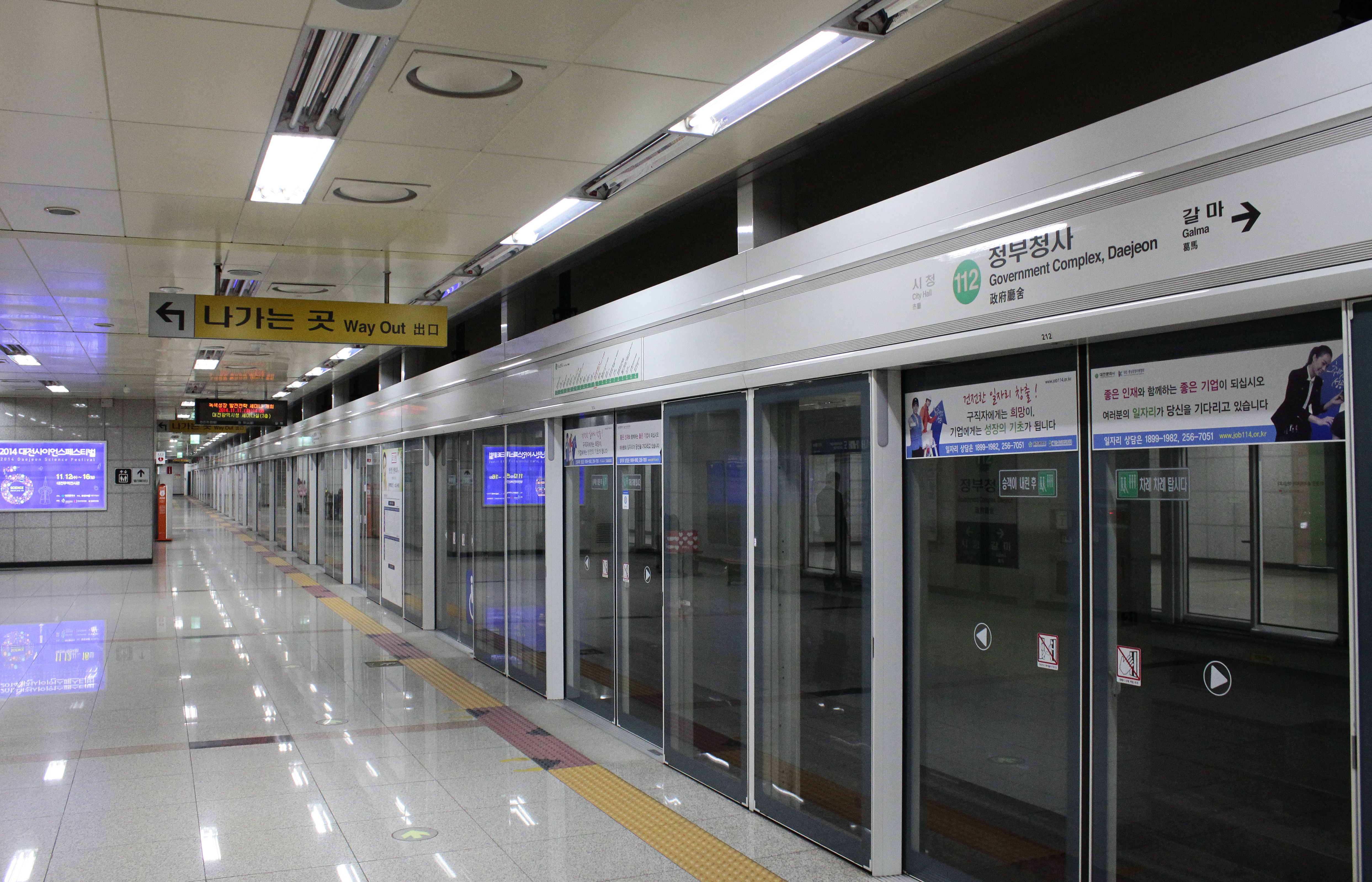
반석 방면 승강장
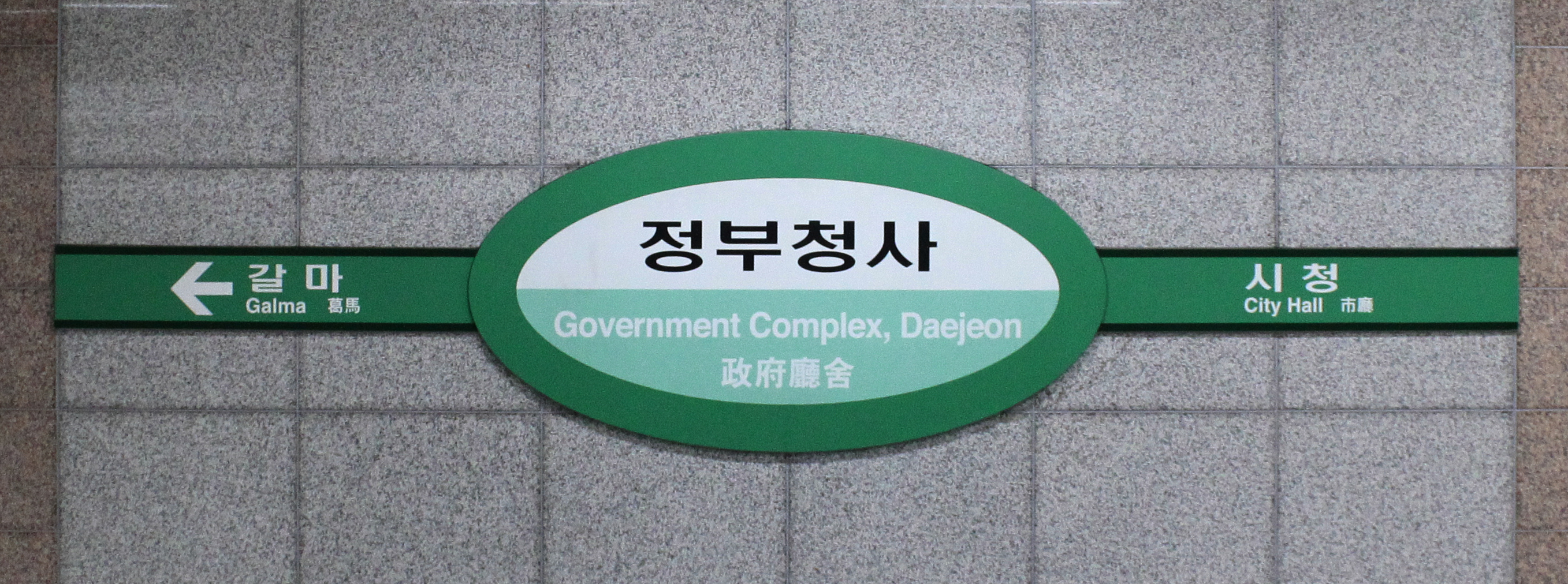
반석 방면 역명판(부역명 추가 이전)

## 인접한 역
| 대전 도시철도 1호선 | 대전 도시철도 1호선   | 대전 도시철도 1호선 |
| ------------------- | --------------------- | ------------------- |
| 111 시청 판암 방면  | ● 대전 도시철도 1호선 | 113 갈마 반석 방면  |